# Club du livre d'anticipation
Pour les articles homonymes, voir CLA.
Le Club du livre d'anticipation (CLA) est une collection de science-fiction des éditions OPTA, qui a existé de mai 1965 à mai 1987, dirigée successivement par Alain Dorémieux, Jacques Sadoul, Jacques Bergier, Michel Demuth et Daniel Walther.
La collection s'est vu attribuer un prix Hugo spécial lors de la cérémonie de remise du prix 1972,.

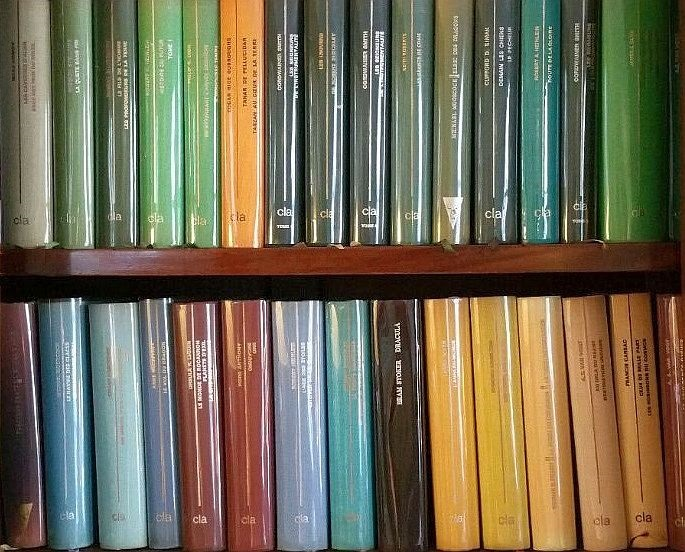
Dos de quelques ouvrages du Club du livre d'anticipation (CLA), publiés par OPTA.

## Présentation
Les volumes reliés sont cartonnés et recouverts d'une jaquette amovible illustrée et/ou d'une couverture amovible plastique (en rhodoïd) ; chaque tirage est en édition limitée, numérotée, et sur papier offset, incluant plusieurs illustrations couleur en hors-texte.
Chaque volume comprend en général deux (parfois trois) romans du même auteur.

## Liste des titres
1. Fondation & Fondation et Empire & Seconde Fondation par Isaac Asimov
2. Les Armureries d'Isher & Les Fabricants d'armes par A. E. Van Vogt - illustrations : Joop van Couwelaar
3. Demain les chiens & Le Pêcheur par Clifford D. Simak - illustrations : Joop van Couwelaar
4. Le Monde du non_A & Les Joueurs du non_A par A. E. Van Vogt - illustrations : Alain Tercinet
5. La Nuit du jugement & La Dernière Aube par Catherine L. Moore - illustrations : Joop van Couwelaar
6. Au cœur de la Terre & Pellucidar par Edgar Rice Burroughs - illustrations : Alain Tercinet
7. Le Livre des robots par Isaac Asimov - illustrations : Joop van Couwelaar
8. Le Silence de la Terre & Voyage à Vénus & Cette hideuse puissance par C. S. Lewis - illustrations : Joop van Couwelaar
9. Tanar de Pellucidar & Tarzan au cœur de la Terre par Edgar Rice Burroughs - illustrations : Reed Crandall et James Allen St. John
10. Histoire du futur (tome I) par Robert Heinlein - maquette : Raymond Babigeon
11. L'Empire de l'atome & Le Sorcier de Linn par A. E. Van Vogt - illustrations : Philippe Druillet
12. Les Rois des étoiles & Le Retour aux étoiles par Edmond Hamilton - illustrations : Alain Tercinet
13. Les Amants étrangers & L'Univers à l'envers par Philip José Farmer, 1968 - illustrations : Michel Desimon
14. À la poursuite des Slans & La Faune de l'espace par A. E. Van Vogt - illustrations : Nicolas Devil
15. En attendant l'année dernière & À rebrousse-temps par Philip K. Dick - illustrations : Nicolas Devil
16. Histoire du futur (tome II) par Robert Heinlein - illustrations : Pierre Koernig
17. Cristal qui songe & Les Plus qu'humains par Theodore Sturgeon - illustrations : Raymond Bertrand
18. Retour à l'âge de pierre & Terre d'épouvante par Edgar Rice Burroughs - illustrations : Michel Desimon
19. Au-delà du néant & Destination univers par A. E. Van Vogt - illustrations : Claude Auclair
20. Les Enfants d'Icare & La Cité et les Astres par Arthur C. Clarke - illustrations : Claude Auclair
21. Le Livre de Mars par Leigh Brackett - illustrations : Philippe Druillet
22. Agent de l'empire terrien par Poul Anderson - illustrations : Moebius
23. Les Cavernes d'acier & Face aux feux du soleil par Isaac Asimov - illustrations : Raoul Albert
24. Dr Bloodmoney & Le Maître du Haut Château par Philip K. Dick - illustrations : Wojtek Siudmak
25. Ceux de nulle part & Les Robinsons du Cosmos par Francis Carsac - illustrations : Moebius
26. L'Homme dans le labyrinthe & Les Masques du temps par Robert Silverberg - illustrations : Wojtek Siudmak
27. Génocides & Camp de concentration par Thomas M. Disch - illustrations : Claude Lacroix
28. Route de la gloire par Robert Heinlein - illustrations : Moebius
29. Révolte sur la Lune par Robert Heinlein - illustrations : Moebius
30. Les Furies & Pavane par Keith Roberts - illustrations : Claude Lacroix
31. Les Loups des étoiles par Edmond Hamilton - illustrations : Moebius
32. La Chute des tours par Samuel R. Delany - illustrations : Pierre Koernig
33. Tschai (tome I) par Jack Vance - illustrations : Philippe Caza
34. Tschai (tome II) par Jack Vance - illustrations : Philippe Caza
35. Mission stellaire & La Quête sans fin par A. E. Van Vogt - illustrations : Moebius
36. Le Vol du dragon par Anne McCaffrey - illustrations : Raymond Bertrand
37. Les Univers par Robert Sheckley - illustrations : Moebius
38. La Quête du dragon par Anne McCaffrey - illustrations : Raymond Bertrand
39. Le Navire des glaces & Le Programme final par Michael Moorcock - illustrations : Wojtek Siudmak
40. Le Monde de Rocannon & Planète d'exil & La Cité des illusions par Ursula K. Le Guin - illustrations : Bernard Moro
41. Le Fils de l'homme & Les Profondeurs de la Terre par Robert Silverberg, 1973 - illustrations : Michel Desimon
42. L'Anneau-Monde par Larry Niven - illustrations : François Allot
43. Omnivore & Orn par Piers Anthony - illustrations : Bernard Moro
44. Un miroir pour les observateurs & Davy par Edgar Pangborn - illustrations : Philippe Caza
45. Les Sorcières de Karres & Les Haleines du temps par James H. Schmitz - illustrations : Claude Lacroix
46. L'Autre Présent & Les Yeux du temps par Bob Shaw - illustrations : Cathy Millet
47. L'Âge des étoiles & Citoyen de la galaxie par Robert Heinlein - illustrations : Georges Raimondo  (ISBN 2-7201-0017-X)
48. Le Monde des Ptavvs par Larry Niven - illustrations : Philippe Caza  (ISBN 2-7201-0009-9)
49. Le Temps meurtrier & Et quand je vous fais ça, vous sentez quelque chose ? par Robert Sheckley - illustrations : Loro  (ISBN 2-7201-0001-3)
50. Les Seigneurs de l'instrumentalité (tome I) par Cordwainer Smith - illustrations : Pierre Lacombe  (ISBN 2-7201-0002-1)
51. Les Seigneurs de l'instrumentalité (tome II) par Cordwainer Smith - illustrations : Pierre Lacombe  (ISBN 2-7201-0002-1)
52. Les Seigneurs de l'instrumentalité (tome III) par Cordwainer Smith - illustrations : Pierre Lacombe  (ISBN 2-7201-0002-1)
53. Guêpe & Plus X par Eric Frank Russell - illustrations : Bernard Moro  (ISBN 2-7201-0003-X)
54. Le Onzième Commandement & Psi par Lester Del Rey - illustrations : Jean-Claude Hadi  (ISBN 2-7201-0010-2)
55. Terre brûlée & L'Hiver éternel par John Christopher - illustrations : Cathy Millet  (ISBN 2-7201-0014-5)
56. Hors de l'univers & Les Voleurs d'étoiles par Edmond Hamilton - illustrations : Philippe Caza  (ISBN 2-7201-0018-8)
57. Le Vin des rêveurs & Le Bal du cosmos par John D. MacDonald - illustrations : Georges Raimondo  (ISBN 2-7201-0032-3)
58. Humanité et demie par T. J. Bass - illustrations : Pierre Clément  (ISBN 2-7201-0035-8)
59. Le Dieu-Baleine par T. J. Bass - illustrations : Pierre Clément  (ISBN 2-7201-0036-6)
60. Les Univers par Damon Knight - illustrations : Romain Slocombe  (ISBN 2-7201-0045-5)
61. La Tribu des loups & La Promenade de l'ivrogne par Frederik Pohl et Cyril M. Kornbluth - illustrations : Bernard Moro  (ISBN 2-7201-0050-1)
62. Les Chrysalides & Chocky par John Wyndham - illustrations : Cathy Millet  (ISBN 2-7201-0051-X)
63. Alpha ou la mort & Le Recommencement par Leigh Brackett - illustrations : Georges Raimondo  (ISBN 2-7201-0062-5)
64. Les Géants de craie par Keith Roberts - illustrations : Pierre Lacombe  (ISBN 2-7201-0074-9)
65. Trullion : Alastor 2262 & Marune : Alastor 933 par Jack Vance - illustrations : Jean-Claude Hadi  (ISBN 2-7201-0075-7)
66. Le Syndic par Cyril M. Kornbluth & Les Sillons du ciel par Cyril M. Kornbluth et Frederik Pohl - illustrations : Thierry Leroux  (ISBN 2-7201-0092-7)
67. Le Monde forteresse & Futur imparfait & Les Hommes du dehors par James E. Gunn - illustrations : François Allot  (ISBN 2-7201-0095-1)
68. Planète impopulaire par Evelyn E. Smith - illustrations : René Brantonne  (ISBN 2-7201-0103-6)
69. La Grande Explosion & Le Sanctuaire terrifiant par Eric Frank Russell - illustrations : Jean-Louis Floch (ISBN 2-701-0104-4) édité erroné  (ISBN 2-7201-0104-4) rectifié
70. Les Aires du réel & Les étoiles, si elles sont divines par Gregory Benford et Gordon Eklund - illustrations : Serge Langlois (ISBN 2-7201-111-7) édité erroné  (ISBN 2-7201-0111-7) rectifié
71. La Glace et le Fer & À la poursuite de Lincoln par Wilson Tucker - illustrations : Sulmer  (ISBN 2-7201-0114-1)
72. Le Motif par Octavia E. Butler - illustrations : Philippe Adamov et Yvon Cayrel (ISBN 2-7201-117-6) édité erroné  (ISBN 2-7201-0117-6) rectifié
73. Frères de la Terre par C. J. Cherryh - illustrations : Philippe Adamov  (ISBN 2-7201-0119-2)
74. La Survivante par Octavia E. Butler - illustrations : Michel Fenard  (ISBN 2-7201-0121-4)
75. Les Portes d'Ivrel par C. J. Cherryh - illustrations : Raymond Urie  (ISBN 2-7201-0123-0)
76. Les Seigneurs du navire-étoile & Hors de la bouche du dragon par Mark S. Geston - illustrations : Claude Fritsch  (ISBN 2-7201-0126-5)
77. Le Puits de Shiuan par C. J. Cherryh - illustrations : Raymond Urie  (ISBN 2-7201-0127-3)
78. Les Royaumes de Tartare par Brian Stableford - illustrations : Alain Stéphane Drouet  (ISBN 2-7201-0131-1)
79. Les Feux d'Azeroth par C. J. Cherryh - illustrations : Raymond Urie  (ISBN 2-7201-0132-X)
80. Sabella & Le Maître des ténèbres par Tanith Lee - illustrations : Claude Fritsch  (ISBN 2-7201-0135-4)
81. L'Empire interstellaire par John Brunner - illustrations : Alain Stéphane Drouet  (ISBN 2-7201-0139-7)
82. Le Maître de la mort par Tanith Lee - illustrations : Claude Fritsch  (ISBN 2-7201-0144-3)
83. Les Joueurs de Zan par M. A. Foster - illustrations : Agatha  (ISBN 2-7201-0145-1)
84. La Chasse au hurleur par Ansen Dibell - illustrations : Jean-Claude Hadi  (ISBN 2-7201-0149-4)
85. La Toile de l'araignée & La Tangence des parallèles par John Brunner - illustrations : Jean-Claude Hadi  (ISBN 2-7201-0152-4)
86. Le Seigneur des tempêtes par Tanith Lee - illustrations : Claude Fritsch  (ISBN 2-7201-0153-2)
87. Les Ingénieurs de l'Anneau-Monde par Larry Niven - illustrations : P. Larue  (ISBN 2-7201-0155-9)
88. Les Aventures uchroniques d'Oswald Bastable par Michael Moorcock - illustrations : Claude Fritsch  (ISBN 2-7201-0148-6)
89. L'Étoile de Ferrin & La Guerre des Thaumaturges par Mark S. Geston - illustrations : Gérard Duboscq  (ISBN 2-7201-0161-3)
90. L'Infini éclaté par Piers Anthony - illustrations : Jean-François Penichoux  (ISBN 2-7201-0162-1)
91. Soleil mort : Kesrith par C. J. Cherryh - illustrations : Gérard Duboscq  (ISBN 2-7201-0164-8)
92. Forteresse des étoiles par C. J. Cherryh - illustrations : Jean-Claude Hadi  (ISBN 2-7201-0166-4)
93. La Comète de Lucifer par [Ian Wallace] 1984 - illustrations : J.-L. Verdier  (ISBN 2-7201-0167-2)
94. Soleil mort : Shon'Jir par C. J. Cherryh - illustrations : Gérard Duboscq  (ISBN 2-7201-0170-2)
95. Le Règne des immortels par Pamela Sargent, 1983 - illustrations : Pascal Lesquoy  (ISBN 2-7201-0171-0)
96. Soleil mort : Kutath par C. J. Cherryh - illustrations : Gérard Duboscq  (ISBN 2-7201-0175-3)
97. Le Cercle, le Croissant et l'Étoile par Ansen Dibell - illustrations : Jean-Claude Hadi (ISBN 2-7201-0179-2) édité erroné
98. Shiva le destructeur par Gregory Benford et William Rotsler - illustrations : J.-L. Verdier  (ISBN 2-7201-0180-X)
99. La Fête de l'été par Ansen Dibell - illustrations : Jean-Claude Hadi  (ISBN 2-7201-0185-0)
100. Baleinier de la nuit & Le Dernier Yggdrasil par Robert F. Young 1984 - illustrations : J.-L. Verdier  (ISBN 2-7201-0186-9)
101. Un autre monde, hors le temps par James Kahn, 1984 - illustrations : Gérard Duboscq
102. Copies conformes & L'Étoile blanche par Pamela Sargent, 1984 - illustrations : J.-L. Verdier  (ISBN 2-7201-0194-X)
103. Le Rire noir du temps par James Kahn, 1984 - illustrations : Gérard Duboscq  (ISBN 2-7201-0195-8)
104. L'Adepte bleu par Piers Anthony - illustrations : Jean Pierre Duffour  (ISBN 2-7201-0196-6)
105. Destination cauchemar par Isidore Haiblum, 1984 - illustrations : Eric Seigaud  (ISBN 2-7201-0202-4)
106. La Ronde subtile du temps par James Kahn, 1984 - illustrations : Gérard Duboscq  (ISBN 2-7201-0204-0)
107. Wilk ! par Isidore Haiblum - illustrations : Eric Seigaud  (ISBN 2-7201-0205-9)
108. La Quête de Nifft-le-mince par Michael Shea - illustrations : J.-L. Verdier  (ISBN 2-7201-0206-7)
109. Juxtaposition par Piers Anthony - illustrations : Jean-Claude Hadi  (ISBN 2-7201-0214-8)
110. Anackire par Tanith Lee - illustrations : J.-L. Verdier  (ISBN 2-7201-0216-4)
111. Les Oubliés de Gehenna par C. J. Cherryh - illustrations : J.-L. Verdier  (ISBN 2-7201-0218-0)
112. Aux confins de l'ouragan par Ansen Dibell - illustrations : Jean-Claude Hadi (ISBN 2-7201-0247-9) édité erroné
113. Demain, la jungle par Michael G. Coney - illustrations : Florence Magnin (ISBN 2-7201-0248-7) édité erroné
114. Jusqu'au cœur du soleil par David Brin - illustrations : Eric Seigaud (ISBN 2-7201-0249-5) édité erroné
115. Le Soleil du grand retour par Ansen Dibell - illustrations : Jean-Claude Hadi (ISBN 2-7201-0255-X) édité erroné
116. Les Maîtres de la solitude par Parke Godwin et Marvin Kaye (en) - illustrations : J.-L. Verdier (ISBN 2-7201-0260-6) édité erroné (BNF 34867768)
117. Ox par Piers Anthony - illustrations : Florence Magnin 2-7201-0272-X (ISBN erroné)
118. La Fin de l'hiver par Parke Godwin et Marvin Kaye (en) - illustrations : J.-L. Verdier (ISBN 2-7201-0275-4) édité erroné (BNF 34867767)
119. Les Forces de la nuit par Barbara Hambly - illustrations : Florence Magnin  (ISBN 2-7201-0277-6)
120. La Stratégie Ender par Orson Scott Card - illustrations : Florence Magnin  (ISBN 2-7201-0280-6)
121. L'Épée de l'hiver par Marta Randall - illustrations : Florence Magnin  (ISBN 2-7201-0288-1)
122. Les Murs des ténèbres par Barbara Hambly - illustrations : Florence Magnin  (ISBN 2-7201-0293-8)
123. Superluminal par Vonda N. McIntyre - illustrations : Florence Magnin  (ISBN 2-7201-0294-6)
124. Les Armées du jour par Barbara Hambly - illustrations : Florence Magnin  (ISBN 2-7201-0299-7)
125. L'Ange à l'épée par C. J. Cherryh - illustrations : Florence Magnin  (ISBN 2-7201-0298-9)
126. La Voix des morts par Orson Scott Card - illustrations : Olivier Kerjean  (ISBN 2-7201-0300-4)
127. Witchdame par Kathleen Sky - illustrations : Alain Serruya  (ISBN 2-7201-0301-2)

### Hors série
- Et le ciel se retira… par J.-M. Lo Duca, 1980 - illustrations de Leonor Fini et Roland Bourigeaud, 6 000 ex.
- Démons et Merveilles par H. P. Lovecraft, 1976 - illustrations de Philippe Druillet avec carte volante 2 000 ex. sous emboîtage simili-cuir